# Плотников, Виктор (футболист)
Виктор Плотников (эст. Viktor Plotnikov; 14 июля 1989, Силламяэ) — эстонский футболист, выступающий на всех позициях в поле.

## Биография
В раннем детстве занимался кикбоксингом, а с десяти лет — футболом в командах северо-востока Эстонии, тренеры — Азат Хазеевич Зиязов, Сергей Владимирович Середницкий. Провёл один сезон в юношеской команде таллинской «Левадии».
На взрослом уровне дебютировал в 2005 году в команде «Вока» в четвёртом дивизионе. Затем несколько лет выступал за клубы первой лиги и более низших дивизионов.
По итогам сезона 2009 года вместе с командой «Лоотус» (Кохтла-Ярве) поднялся из первой лиги в высшую. Дебютный матч в высшей лиге сыграл 9 марта 2010 года против «Пайде», а первый гол забил 8 мая в ворота «Курессааре».
В ходе сезона 2010 года перешёл в «Нарва-Транс», за который выступает с перерывами около десяти лет. В составе клуба из Нарвы сыграл около 200 матчей в высшем дивизионе. По состоянию на 2017 год — вице-капитан клуба. Принимал участие в матчах еврокубков. Финалист Кубка Эстонии 2011 года. В 2017 году его гол в ворота «Инфонета» был признан лучшим голом сезона в эстонской лиге. В 2018 году вошёл в десятку лучших бомбардиров чемпионата страны с 13 голами. В промежутках между выступлениями за «Транс» играл в высшей лиге за «Калев» (Силламяэ) и в низших лигах за «Локомотив» (Йыхви).
В декабре 2020 года покинул нарвскую команду и перешёл в «Таллин» из третьего дивизиона.

## Достижения
- Обладатель Кубка Эстонии (1): 2018/19.
- Финалист Кубка Эстонии (1): 2019/20.